# Stati confinanti con l'Unione europea
Questa è una lista dei paesi confinanti con l'Unione europea sia attualmente sia nel passato (in questo caso, prima del 1992, si tratta di stati confinanti con la Comunità europea), in seguito a ogni allargamento dei confini dell'UE.

## Dal 31 gennaio 2020
Totale: 23 Paesi
Confini settentrionali e orientali della Ue, da nord a sud:
- Regno Unito (confinante con Irlanda, Francia e Spagna)[2]
- Norvegia (confinante con Svezia e Finlandia)
- Russia (confinante con Estonia, Finlandia, Lettonia, Lituania e Polonia)
- Bielorussia (confinante con Lettonia, Lituania e Polonia)
- Ucraina (confinante con Polonia, Slovacchia, Ungheria e Romania)
- Moldavia (confinante con la Romania)

Confini sudorientali dell'UE:
- Turchia (paese candidato all'ingresso; confinante con Bulgaria e Grecia)

Exclavi nei Balcani occidentali all'interno dei territori UE:
- Serbia (paese candidato all'ingresso; confinante con Croazia, Romania, Ungheria e Bulgaria)
- Bosnia-Erzegovina (confinante con la Croazia)
- Montenegro (paese candidato all'ingresso; confinante con la Croazia)
- Macedonia del Nord (paese candidato all'ingresso; confinante con Bulgaria e Grecia)
- Albania (paese candidato all'ingresso; confinante con la Grecia)

Confini sudoccidentali dell'UE:
- Gibilterra (Regno Unito) (confinante con la Spagna)

Altri territori all'interno dell'Unione europea:
- Oblast' di Kaliningrad (Russia) (confinante con Lituania e Polonia)
- Svizzera (confinante con Austria, Germania, Francia e Italia)
- Liechtenstein (confinante con l'Austria)
- Andorra (confinante con Francia e Spagna)
- Principato di Monaco (confinante con la Francia)
- San Marino (confinante con l'Italia)
- Città del Vaticano (confinante con l'Italia)

Cipro (linea di demarcazione):
- Repubblica Turca di Cipro Nord (de jure parte dell'UE)
- Akrotiri e Dhekelia (de facto Regno Unito)

Exclavi spagnole di Ceuta e Melilla:
- Marocco

Paesi confinanti con la Guyana francese 
- Suriname
- Brasile

Stati confinanti con Saint-Martin (Francia) :
- Sint Maarten (Regno dei Paesi Bassi)

## 2013 - 2020
Totale: 21 Paesi
Confini settentrionali e orientali della Ue, da nord a sud:
- Norvegia (confinante con Svezia e Finlandia)
- Russia (confinante con Finlandia, Estonia e Lettonia)
- Bielorussia (confinante con Lettonia, Lituania e Polonia)
- Ucraina (confinante con Polonia, Slovacchia, Ungheria e Romania)
- Moldavia (confinante con la Romania)

Confini sudorientali dell'UE:
- Turchia (paese candidato all'ingresso; confinante con Bulgaria e Grecia)

Exclavi nei Balcani occidentali all'interno dei territori UE:
- Serbia (paese candidato all'ingresso; confinante con Croazia, Romania, Ungheria e Bulgaria)
- Bosnia-Erzegovina (confinante con la Croazia)
- Montenegro (paese candidato all'ingresso; confinante con la Croazia)
- Repubblica di Macedonia (paese candidato all'ingresso; confinante con Bulgaria e Grecia)
- Albania (paese candidato all'ingresso; confinante con la Grecia)

Altri territori all'interno dell'Unione europea:
- Oblast' di Kaliningrad (Russia) (confinante con Lituania e Polonia)
- Svizzera (confinante con Austria, Germania, Francia e Italia)
- Liechtenstein (confinante con l'Austria)
- Andorra (confinante con Francia e Spagna)
- Principato di Monaco (confinante con la Francia)
- San Marino (confinante con l'Italia)
- Città del Vaticano (confinante con l'Italia)

Cipro (linea di demarcazione):
- Repubblica Turca di Cipro Nord (de jure parte dell'UE)
- Akrotiri e Dhekelia

Exclavi spagnole di Ceuta e Melilla:
- Marocco

Paesi confinanti con la Guyana francese 
- Suriname
- Brasile

Stati confinanti con Saint-Martin (Francia):
- Sint Maarten (Regno dei Paesi Bassi)

## 2007 - 2013
Totale: 19 Paesi
Confini settentrionali e orientali della Ue, da nord a sud:
- Norvegia (confinante con Svezia e Finlandia)
- Russia (confinante con Finlandia, Estonia e Lettonia)
- Bielorussia (confinante con Lettonia, Lituania e Polonia)
- Ucraina (confinante con Polonia, Slovacchia, Ungheria e Romania)
- Moldavia (confinante con la Romania)

Confini sudorientali dell'UE:
- Turchia (paese candidato all'ingresso; confinante con Bulgaria e Grecia)

Exclavi nei Balcani occidentali all'interno dei territori UE:
- Croazia (dal 1º luglio 2013 nell'Unione europea; confinante con Slovenia e Ungheria)
- Serbia (confinante con Romania, Ungheria e Bulgaria)
- Repubblica di Macedonia (paese candidato all'ingresso; confinante con Bulgaria e Grecia)
- Albania (confinante con la Grecia)

Altri territori all'interno dell'Unione europea:
- Oblast' di Kaliningrad (Russia) (confinante con Lituania e Polonia)
- Svizzera (confinante con Austria, Germania, Francia e Italia)
- Liechtenstein (confinante con l'Austria)
- Andorra (confinante con Francia e Spagna)
- Principato di Monaco (confinante con la Francia)
- San Marino (confinante con l'Italia)
- Città del Vaticano (confinante con l'Italia)

Cipro (linea di demarcazione):
- Repubblica Turca di Cipro Nord (de jure parte dell'UE)

Exclavi spagnole di Ceuta e Melilla:
- Marocco

Paesi confinanti con la Guyana francese:
- Suriname
- Brasile

Stati confinanti con Saint Martin (Francia):
- Antille Olandesi/Sint Maarten (Regno dei Paesi Bassi) dal 2011

## 2004 - 2007
Totale: 20 Paesi
Confini settentrionali e orientali dell'UE, da nord a sud:
- Norvegia (confinante con Svezia e Finlandia)
- Russia (confinante con Finlandia, Estonia e Lettonia)
- Bielorussia (confinante con Lettonia, Lituania e Polonia)
- Ucraina (confinante con Polonia, Slovacchia e Ungheria)
- Romania (confinante con l'Ungheria e candidato all'ingresso)
- Serbia, fino al 2006 Serbia e Montenegro (confinante con l'Ungheria)
- Croazia (candidato all'ingresso; confinante con Ungheria e Slovenia)

Confinanti con la Grecia:
- Albania
- Bulgaria (candidato all'ingresso)
- Repubblica di Macedonia (candidato all'ingresso)
- Turchia (candidato all'ingresso)

Cipro (linea di demarcazione):
- Repubblica Turca di Cipro Nord (de jure parte dell'UE)

Enclavi nel territorio dell'UE:
- Oblast di Kaliningrad (Russia) (confinante con Lituania e Polonia)
- Svizzera (confinante con Austria, Germania, Francia e Italia)
- Liechtenstein (confinante con l'Austria)
- Andorra (confinante con Francia e Spagna)
- Principato di Monaco (confinante con la Francia)
- San Marino (confinante con l'Italia)
- Città del Vaticano (confinante con l'Italia)

Exclavi spagnole di Ceuta e Melilla:
- Marocco

Paesi confinanti con la Guyana francese:
- Suriname
- Brasile

Paesi confinanti con Guadalupa (Francia):
- Antille Olandesi (Regno dei Paesi Bassi)

## 1995 - 2004
Totale: 20 Paesi
Stati confinanti con Svezia e Finlandia:
- Norvegia (confinante con Svezia e Finlandia)
- Russia (confinante con la Finlandia)

Confini orientali dell'Europa centrale, da nord a sud:
- Polonia (confinante con la Germania)
- Repubblica Ceca (confinante con Germania e Austria)
- Slovacchia (confinante con l'Austria)
- Ungheria (confinante con l'Austria)
- Slovenia (confinante con Italia e Austria)

Stati confinanti con la Grecia:
- Albania
- Repubblica di Macedonia
- Bulgaria
- Turchia

Enclavi nel territorio europeo:
- Svizzera (confinante con Austria, Germania, Francia e Italia)
- Liechtenstein (confinante con l'Austria)
- Andorra (confinante con Francia e Spagna)
- Principato di Monaco (confinante con la Francia)
- San Marino (confinante con l'Italia)
- Città del Vaticano (confinante con l'Italia)

Exclavi britanniche non facenti parte dell'Unione Europea:
- Gibilterra (confinante con la Spagna fino al 2000 quando la dipendenza aderisce all'UE)

Exclavi spagnole di Ceuta e Melilla:
- Marocco

Paesi confinanti con la Guyana francese:
- Suriname
- Brasile

Paesi confinanti con Guadalupa (Francia):
- Antille Olandesi (Regno dei Paesi Bassi)

## 1990 - 1995
Totale: 15 Paesi
Confini orientali della CEE-UE da nord a sud:
- Polonia (confinante con la Germania)
- Cecoslovacchia, dal 1993 Repubblica Ceca (confinante con la Germania)
- Austria (confinante con Germania e Italia)
- Svizzera (confinante con Germania, Francia e Italia)
- Jugoslavia, poi Slovenia (confinante con l'Italia)

Stati confinanti con la Grecia:
- Albania
- Jugoslavia, poi Repubblica di Macedonia
- Bulgaria
- Turchia

Enclavi nel territorio della CEE-UE:
- Andorra (confinante con Francia e Spagna)
- Principato di Monaco (confinante con la Francia)
- San Marino (confinante con l'Italia)
- Città del Vaticano (confinante con l'Italia)

Exclavi britanniche non facenti parte dell'Unione Europea:
- Gibilterra (confinante con la Spagna)

Exclavi spagnole di Ceuta e Melilla:
- Marocco

Paesi confinanti con la Guyana francese:
- Suriname
- Brasile

Paesi confinanti con Guadalupa (Francia):
- Antille Olandesi (Regno dei Paesi Bassi)

## 1986 - 1990
Totale: 15 Paesi
Confini orientali della CEE, da nord a sud:
- Repubblica Democratica Tedesca (confinante con la RFT)
- Cecoslovacchia (confinante con la RFT)
- Austria (confinante con l'Italia e la RFT)
- Svizzera (confinante con la RFT, Francia e Italia)
- Jugoslavia (confinante con l'Italia)

Stati confinanti con la Grecia:
- Albania
- Jugoslavia
- Bulgaria
- Turchia

Enclavi nel territorio della CEE-UE:
- Andorra (confinante con la Francia e la Spagna)
- Principato di Monaco (confinante con la Francia)
- San Marino (confinante con l'Italia)
- Città del Vaticano (confinante con l'Italia)

Exclavi britanniche non facenti parte dell'Unione Europea:
- Gibilterra (confinante con la Spagna)

Exclavi spagnole di Ceuta e Melilla:
- Marocco

Paesi confinanti con la Guyana francese:
- Suriname
- Brasile

Paesi confinanti con Guadalupa (Francia):
- Antille Olandesi (Regno dei Paesi Bassi)

## 1981 - 1986
Totale: 15 Paesi
Stati confinanti con la Francia:
- Spagna
- Andorra

Confini orientali della CEE, da nord a sud:
- Repubblica Democratica Tedesca (confinante con la Repubblica Federale Tedesca)
- Cecoslovacchia (confinante con la RFT)
- Austria (confinante con l'Italia e la RFT)
- Svizzera (confinante con RFT, Francia e Italia)
- Jugoslavia (confinante con l'Italia)

Nazioni confinanti con la Grecia:
- Albania
- Jugoslavia
- Bulgaria
- Turchia

Enclavi nel territorio della CEE-UE:
- Principato di Monaco (confinante con la Francia)
- San Marino (confinante con l'Italia)
- Città del Vaticano (confinante con l'Italia)

Paesi confinanti con la Guyana francese:
- Suriname
- Brasile

Paesi confinanti con Guadalupa (Francia):
- Antille Olandesi (Regno dei Paesi Bassi)

## 1973 - 1981
Totale: 12 Paesi
Stati confinanti con la Francia:
- Spagna
- Andorra

Confini orientali della CEE, da nord a sud:
- Repubblica Democratica Tedesca (confinante con la Repubblica Federale Tedesca)
- Cecoslovacchia (confinante con la RFT)
- Austria (confinante con l'Italia e la RFT)
- Svizzera (confinante con RFT, Francia e Italia)
- Jugoslavia (confinante con l'Italia)
- Territorio Libero di Trieste (confinante con l'Italia tra il 1947 e il 1977)

Enclavi nel territorio della CEE-UE:
- Principato di Monaco (confinante con la Francia)
- San Marino (confinante con l'Italia)
- Città del Vaticano (confinante con l'Italia)

Paesi confinanti con la Guyana francese:
- Suriname
- Brasile

Paesi confinanti con Guadalupa (Francia):
- Antille Olandesi (Regno dei Paesi Bassi)

## 1958 - 1973
Totale: 13 Paesi
Stati confinanti con la Francia meridionale:
- Spagna
- Andorra

Confine settentrionale della Repubblica Federale Tedesca:
- Danimarca

Confini orientali della CEE, da nord a sud:
- Repubblica Democratica Tedesca (confinante con la Repubblica Federale Tedesca)
- Cecoslovacchia (confinante con la RFT)
- Austria (confinante con l'Italia e la RFT)
- Svizzera (confinante con RFT, Francia e Italia)
- Jugoslavia (confinante con l'Italia)

Enclavi nel territorio della CEE-UE:
- Principato di Monaco (confinante con la Francia)
- San Marino (confinante con l'Italia)
- Città del Vaticano (confinante con l'Italia)

Paesi confinanti con la Guyana francese:
- Suriname
- Brasile

Paesi confinanti con Guadalupa (Francia):
- Antille Olandesi (Regno dei Paesi Bassi)